# Tabanus borniensis
Tabanus borniensis är en tvåvingeart som beskrevs av Ricardo 1911. Tabanus borniensis ingår i släktet Tabanus och familjen bromsar. Inga underarter finns listade i Catalogue of Life.